# Jan Lichthart
Jan Cornelisz Lichthart (gestorven 30 november 1646), ook bekend als Johan of Johannes Lichthart, was een Nederlandse admiraal in dienst van de West-Indische Compagnie.
Lichthart was voornamelijk actief als kaper in het Caraïbisch gebied en Zuid-Amerika tijdens de Tachtigjarige Oorlog. Hij viel Spaanse en Portugese vloten en forten aan, vooral langs de kust van het huidige Brazilië.

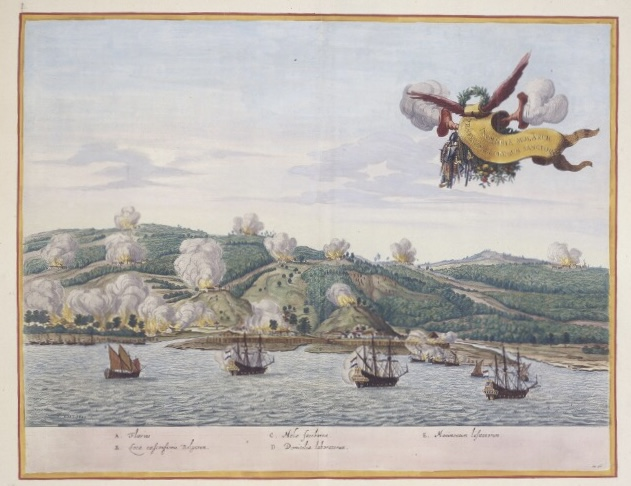
Het verwoesten van de suikerplantages nabij Salvador da Bahia in 1640.

Lichthart, die in Lissabon gewoond had en Portugees sprak, speelde een belangrijke rol in de Nederlandse strijd tegen de Portugezen vanaf de jaren 1630 om de heerschappij over Brazilië (zie verder Nederlands-Brazilië). Op 26 maart 1640 kwam een Nederlandse vloot van 28 schepen onder bevel van admiraals Lichthart en Jol aan in Recife. Kort daarna vertrok Lichthart met 2500 man om Salvador da Bahia aan te vallen. Bij terugkeer in juni vertrok de gezamenlijke vloot om een Spaanse zilvervloot in de Caraïbische Zee aan te vallen. Een eskader onder zijn bevel veroverde in 1641 het fort São Luís do Maranho op de Portugezen.
Ook in Europa was hij actief. In 1630 versloeg hij een eskader van drie schepen van de Duinkerker kapers, na een acht uur lange zeeslag.
Hij stierf in 1646 in Brazilië, bij de São Francisco-rivier, na "het drinken van koud water toen hij het erg heet had".